# Sabah Al-Áhmad Al-Yáber Al-Sabah
Sabah IV Al-Áhmad Al-Yáber Al-Sabah (árabe: صباح الأحمد الجابر الصباح Ṣabāḥ al-Aḥmad al-Ŷābir aṣ-Ṣabāḥ; Ciudad de Kuwait, 17 de junio de 1929 – Rochester; 29 de septiembre de 2020) fue el emir de Kuwait desde el 29 de enero de 2006 hasta el 29 de septiembre de 2020 después de ser reconocido como jefe de Estado por la Asamblea Nacional de Kuwait, al producirse la abdicación del entonces monarca, Saad Al-Abdulá Al-Sálim Al-Sabah.

## Biografía
Sabah Al-Áhmad Al-Yáber Al-Sabah fue el cuarto hijo del emir jeque Áhmad Al-Yáber Al-Sabah y de Munira Al-Ayar. Antes de acceder al trono kuwaití ocupó diversos cargos públicos, entre otros puestos; fue ministro de asuntos exteriores desde el 28 de enero de 1963 al 13 de julio de 2003 y primer ministro desde el 13 de julio de 2003 al 29 de enero de 2006.[cita requerida]
Era viudo, su esposa y tía segunda, la jequesa Fatuwah bint Salmán Al-Sabah, falleció en el transcurso de la invasión iraquí a Kuwait, el 2 de agosto de 1990. Ella era prima hermana del padre Sabah, Áhmad Al-Yáber Al-Sabah. El matrimonio tuvo cuatro hijos: El jeque Násser y el jeque Hamed son sus hijos sobrevivientes. El emir y su esposa tuvieron otros dos hijos, también ya fallecidos: la jequesa Salwa y el Jeque Áhmed.
Falleció el 29 de septiembre de 2020 a los 91 años en un hospital en Estados Unidos.

## Títulos y tratamientos
Esta tabla aún no está actualizada. Puedes contribuir aportando información sobre títulos y tratamientos de esta persona.

## Distinciones honoríficas

### Distinciones honoríficas kuwaitíes
- Soberano Gran Maestre de la Orden de Mubárak el Grande.
- Soberano Gran Maestre de la Orden de Kuwait.
- Soberano Gran Maestre de la Orden de la Defensa Nacional.
- Soberano Gran Maestre de la Orden de la Distinción Militar.

### Distinciones honoríficas extranjeras
- Collar de la Orden del Mérito Civil (Reino de España, 23/05/2008).[5]
- Collar de la Orden Mexicana del Águila Azteca (México, 20/01/2016).[6]
- Comandante en Jefe de la Legión al Mérito (Estados Unidos, 17/09/2020).[7]

## Ancestros
|  |                                      |  |  |  |  |  |  |  |  |  |  |  |  |  |  |  |
|  | 16. Sabah II Al-Sabah                |  |  |  |  |  |  |  |  |  |  |  |  |  |  |  |
|  |                                      |  |  |  |  |  |  |  |  |  |  |  |  |  |  |  |
|  |                                      |  |  |  |  |  |  |  |  |  |  |  |  |  |  |  |
|  | 8. Mubárak Al-Sabah                  |  |  |  |  |  |  |  |  |  |  |  |  |  |  |  |
|  |                                      |  |  |  |  |  |  |  |  |  |  |  |  |  |  |  |
|  |                                      |  |  |  |  |  |  |  |  |  |  |  |  |  |  |  |
|  | 17. Lulwa bint Muhammad Al-Thaqib    |  |  |  |  |  |  |  |  |  |  |  |  |  |  |  |
|  |                                      |  |  |  |  |  |  |  |  |  |  |  |  |  |  |  |
|  |                                      |  |  |  |  |  |  |  |  |  |  |  |  |  |  |  |
|  | 4. Yáber II Al-Sabah                 |  |  |  |  |  |  |  |  |  |  |  |  |  |  |  |
|  |                                      |  |  |  |  |  |  |  |  |  |  |  |  |  |  |  |
|  |                                      |  |  |  |  |  |  |  |  |  |  |  |  |  |  |  |
|  | 18. Duaij bin Jabir Al-'Ali Al-Sabah |  |  |  |  |  |  |  |  |  |  |  |  |  |  |  |
|  |                                      |  |  |  |  |  |  |  |  |  |  |  |  |  |  |  |
|  |                                      |  |  |  |  |  |  |  |  |  |  |  |  |  |  |  |
|  | 9. Shekha bint Duaij Al-Sabah        |  |  |  |  |  |  |  |  |  |  |  |  |  |  |  |
|  |                                      |  |  |  |  |  |  |  |  |  |  |  |  |  |  |  |
|  |                                      |  |  |  |  |  |  |  |  |  |  |  |  |  |  |  |
|  | 19. Asma bint Salman Al-Sabah        |  |  |  |  |  |  |  |  |  |  |  |  |  |  |  |
|  |                                      |  |  |  |  |  |  |  |  |  |  |  |  |  |  |  |
|  |                                      |  |  |  |  |  |  |  |  |  |  |  |  |  |  |  |
|  | 2. Áhmad Al-Yáber Al-Sabah           |  |  |  |  |  |  |  |  |  |  |  |  |  |  |  |
|  |                                      |  |  |  |  |  |  |  |  |  |  |  |  |  |  |  |
|  |                                      |  |  |  |  |  |  |  |  |  |  |  |  |  |  |  |
|  | 20. Sabah II Al-Sabah (= 16)         |  |  |  |  |  |  |  |  |  |  |  |  |  |  |  |
|  |                                      |  |  |  |  |  |  |  |  |  |  |  |  |  |  |  |
|  |                                      |  |  |  |  |  |  |  |  |  |  |  |  |  |  |  |
|  | 10. Abdullah II Al-Sabah             |  |  |  |  |  |  |  |  |  |  |  |  |  |  |  |
|  |                                      |  |  |  |  |  |  |  |  |  |  |  |  |  |  |  |
|  |                                      |  |  |  |  |  |  |  |  |  |  |  |  |  |  |  |
|  | 21. Fatma bint Sálim Al-Jarrah       |  |  |  |  |  |  |  |  |  |  |  |  |  |  |  |
|  |                                      |  |  |  |  |  |  |  |  |  |  |  |  |  |  |  |
|  |                                      |  |  |  |  |  |  |  |  |  |  |  |  |  |  |  |
|  | 5. Shekha bint Abdullah II Al-Sabah  |  |  |  |  |  |  |  |  |  |  |  |  |  |  |  |
|  |                                      |  |  |  |  |  |  |  |  |  |  |  |  |  |  |  |
|  |                                      |  |  |  |  |  |  |  |  |  |  |  |  |  |  |  |
|  | 22. Jasim bin Sulaiman               |  |  |  |  |  |  |  |  |  |  |  |  |  |  |  |
|  |                                      |  |  |  |  |  |  |  |  |  |  |  |  |  |  |  |
|  |                                      |  |  |  |  |  |  |  |  |  |  |  |  |  |  |  |
|  | 11. Latifa bint Jasim                |  |  |  |  |  |  |  |  |  |  |  |  |  |  |  |
|  |                                      |  |  |  |  |  |  |  |  |  |  |  |  |  |  |  |
|  |                                      |  |  |  |  |  |  |  |  |  |  |  |  |  |  |  |
|  | 1. Sabah IV                          |  |  |  |  |  |  |  |  |  |  |  |  |  |  |  |
|  |                                      |  |  |  |  |  |  |  |  |  |  |  |  |  |  |  |
|  |                                      |  |  |  |  |  |  |  |  |  |  |  |  |  |  |  |
|  | 3. Munira Al-Ayyar                   |  |  |  |  |  |  |  |  |  |  |  |  |  |  |  |
|  |                                      |  |  |  |  |  |  |  |  |  |  |  |  |  |  |  |
|  |                                      |  |  |  |  |  |  |  |  |  |  |  |  |  |  |  |